# Harvey Mason
Harvey Mason (Atlantic City, 1947. február 22. –) amerikai dzsesszdobos, a Fourplay együttes vezetője. A legnevesebb sztárokkal dolgozik dobosként. Olyan albumokon működött közre, mint Herbie Hancock „Head Hunters” 1974-es lemeze, vagy Grover Washington Jr. 1973-as és 1976-os lemezei, vagy például Lee Ritenour „Captain Fingers”-e, de éppen ilyen fontos, hogy Mason a vezére a „Fourplay”-nek.

## Pályakép
Pályafutása során Harvey Mason elfoglalt stúdiózenész és rendkívül sokoldalú dobos volt.
Előbb a Berklee-re járt majd a New England Konzervatóriumban diplomázott.
A korai koncertjei között 1970-ben négy hónapig Erroll Garner, majd 1970-1971 között George Shearing partnere volt.
Los Angelesbe költözött, filmekhez és televíziók számára dolgozott. Az évek során stabil részvevője volt a dzsessz világának. Játszott Herbie Hancockkal 1973-ban, ott volt Gerry Mulligan egy 1974-es Carnegie Hall-beli koncertjén; dobolt Freddie Hubbard, Grover Washington Jr., Lee Ritenour, Victor Feldman, George Benson, Bob James és mások mellett. 1998-ban néhány Los Angeles-i koncerten is ott volt Art Blakey Jazz Messengerjei miatt.
Egyike volt a Fourplay-nek.
A Fourplay tagjai
- Bob James
- Nathan East
- Harvey Mason
- Chuck Loeb

## Források

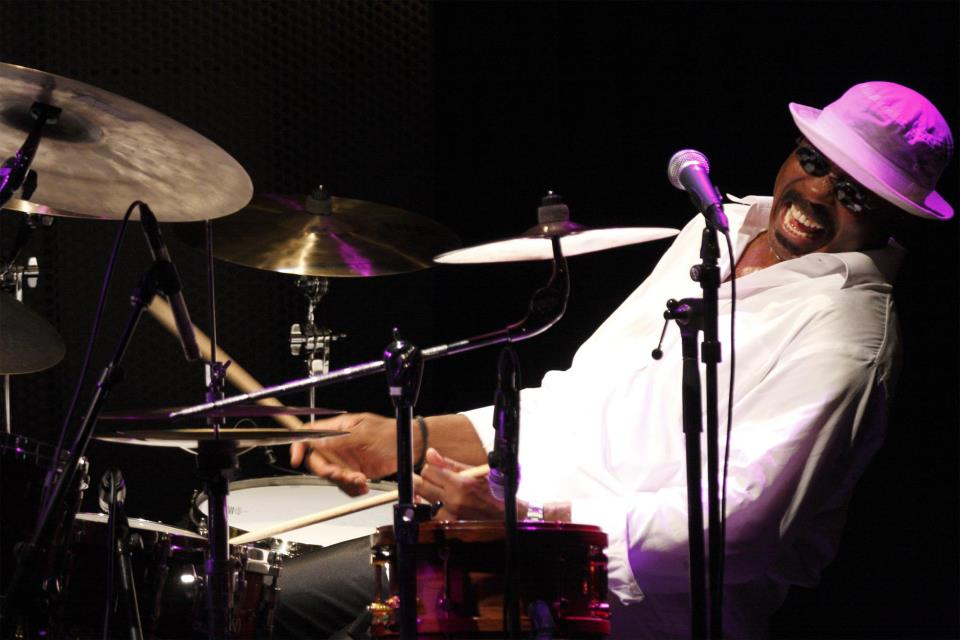

## Lemezeiből
- Marching In The Street (1975)
- Earth Mover (1976)
- Funk in a Mason Jar (1977)
- World Class (1981)
- Ratamacue (1996)
- Chameleon (Concord, 2014)